# Гузик Микола Петрович
Микола Петрович Гузик — директор «Авторської школи М. П. Гузика»,  народний вчитель України, кандидат педагогічних наук, член-кореспондент НАПН України, член Союзу вчителів України.
Народився Гузик Микола Петрович 2 листопада 1941 року в с. Гірське Львівської області.

## Навчання
Вищу освіту здобув 1962 року на хіміко-біологічному факультеті Мелітопольського державного педагогічного інституту за спеціальністю «Учитель хімії та біології».

## Трудова діяльність
Після закінчення з відзнакою Мелітопольського педагогічного університету працював директором середньої школи № 2 м. Ананьєв (1970—1985) та № 1 м. Южне Одеської області.
З 1987 р. засновник та керівник Авторської школи М. П. Гузика м. Южне Одеської області.

### Авторська школа
Перша в Україні авторська школа була створена саме в місті Южному зусиллями Миколи Петровича Гузика. Тепер він міг реалізувати на практиці особливу дидактично-методичну систему та оригінальну модель школи-комплексу, в основі яких особистісно-орієнтована система шкільної освіти (комбінована система організації навчально-виховного процесу М. П. Гузика; 1977-1989).
Авторська школа М. П. Гузика міста Южного Одеської області (скорочена назва школи) була заснована у 1988 році, згідно з рішенням Колегії Державного комітету СРСР з народної освіти (Протокол № 15/2 від 2.06.88р.), рішенням Колегії міністерства народної освіти України від 29.06.88р.; № 5/39 та рішенням Одеського облвиконкому від 17.07.88р.; № 236.
Це перша на теренах колишнього СРСР та УРСР загальноосвітня школа, яка отримала офіційний статус «Авторська школа». Заснуванню її передувала перемога її автора Гузика Миколи Петровича — вчителя-новатора на Всеукраїнському конкурсі на найкращий проект загальноосвітньої школи СРСР, який організували Державний комітет з народної освіти СРСР разом з Академією педагогічний наук СРСР. Саме 1988 року Авторська школа М. П. Гузика стала експериментальною школою Всеукраїнського рівня з проблем організації диференційованого особистісно орієнтованого навчання, розвитку та виховання школярів.
З 1994 року вона набула статус експериментальної школи АПН України, а з 1999 року — експериментальної школи Міністерства освіти України Всеукраїнського рівня (Наказ № 257 від 12.05.99р. «Про створення експериментальних майданчиків по апробації моделі Авторської М. П. Гузика школи-комплексу»).
Авторська школа-комплекс М. П. Гузика у 1994 році була визнана ЮНЕСКО однією з найкращих шкіл у Європі.
2006 рік — переможець Всеукраїнського конкурсу «Сто найкращих шкіл України».
2006 рік — переможець Всеукраїнського конкурсу літніх оздоровчих таборів для школярів молодшого віку.
2007 рік — переможець Всеукраїнського конкурсу літніх оздоровчих таборів для обдарованої молоді.
2007 рік — переможець І відбіркового туру конкурсу благодійних проектів «Добро починається з тебе» Міжнародного благодійного Фонду «Україна 3000».
Авторська школа М. П. Гузика є навчально-виховним комплексом, зорієнтованим на реалізацію та розвиток притаманного кожній окремій дитині власного таланту. Тому навчально-виховний процес в ній, на відміну від загальновживаних підходів, є персоніфікованим.
Отже, персоніфікація навчання, розвитку та виховання кожної особистості в Авторській школі М. П. Гузика є системотвірним принципом, за яким вибудовуються всі інші складові даного освітнього закладу.
Нині М. П. Гузик працює директором Авторської М. П. Гузика експериментальної спеціалізованої І-ІІІ ступенів загальноосвітньої школи-комплексу № 3 у м. Южному Одеської області. Педагогічний стаж понад 40 років.
Життєве кредо, непохитне правило Миколи Петровича: «Вірно служити Богові, власній родині і людям».

## Захоплення
Микола Петрович захоплюється пішохідним гірським туризмом, класичною музикою та образотворчим мистецтвом. 

## Родина
У Миколи Петровича є «надійний тил» в житті. Майже вся його родина — педагоги: дружина Надія Валентинівна — вчитель історії; донька Наталя — учитель хімії; дочка Тетяна — заступник директора з наукової роботи, учитель англійської мови. Всі вони працюють в Авторській школі М. П. Гузика. Донька Зінаїда — студентка Одеського державного педагогічного університету ім. К. Д. Ушинського, а син Олег обрав благодійну і гуманну професію — лікар і працює в Южненській міській лікарні.  У нього є внуки Артем, Владислав, Ростислав, Марія, Єлізавета, Анастасія та Петро.

## Нагороди
У 2004 р. Микола Петрович здобуває науковий ступінь кандидата педагогічних наук, захистивши дисертацію за темою: «Комбінована система організації навчально-виховного процесу в загальній школі».
Заслужений працівник освіти України з 1994 р.
Нагороджений орденом «Знак пошани» (1980 р.).
Нагороджений медалями: «За трудову доблесть» (1973 р.), Н. К. Крупської (1985 р.), К. Д. Ушинського (2001 р.), В. О. Сухомлинського (2006 р.).
Має звання «Народний Вчитель України» (2010 р.), «Заслужений працівник освіти України» та орден «Знак пошани».
Нагороджений почесними грамотами Міністерства народної освіти УРСР (1972 р.) та МОН України (1998, 2003, 2007 рр.).

## Наукові праці
Автор понад 200 статей та публікацій, 7 книг.
- Комбінована система організації навчально-виховного процесу в загальноосвітній школі: дис. … канд. пед. наук : 13.00.09. — К., 2004. — 230 с.
- Лекційно-семінарська система навчання / М. П. Гузик, Н. П. Пучков. — К.: Рад. шк., 1977. — 93 с.
- Органическая химия: (за комбинир. системой). — М.: Просвещение,1982. — 225 с.
- Дидактический материал по химии для 10 класса: (по лекц.-семинар.системе). — К.: Рад. шк., 1984. — 113 с.
- Профільне навчання: як організувати, не зруйнувавши школу. — К.: Видавничий дім "Шкільний світ", 2005. — 92 с.